# Bernard Anício Caldeira Duarte
Bernard Anício Caldeira Duarte vagy ismert nevén Bernard (Belo Horizonte, 1992. szeptember 8. –) brazil válogatott labdarúgó, a Panathinaikósz középpályása.

## Statisztika
2014. május 9. szerint
| Klub             | Szezon           | Nemzeti bajnokság | Nemzeti bajnokság | Nemzeti kupa | Nemzeti kupa | Nemzetközi | Nemzetközi | Egyéb | Egyéb | Összesen | Összesen |
| Klub             | Szezon           | Mérk.             | Gól               | Mérk.        | Gól          | Mérk.      | Gól        | Mérk. | Gól   | Mérk.    | Gól      |
| ---------------- | ---------------- | ----------------- | ----------------- | ------------ | ------------ | ---------- | ---------- | ----- | ----- | -------- | -------- |
| Atlético Mineiro | 2011             | 23                | 0                 | 1            | 0            | —          | —          | 4     | 0     | 28       | 0        |
| Atlético Mineiro | 2012             | 36                | 11                | 2            | 0            | —          | —          | 9     | 4     | 47       | 15       |
| Atlético Mineiro | 2013             | 3                 | 1                 | —            | —            | 11         | 4          | 11    | 2     | 25       | 7        |
| Atlético Mineiro | Összesen         | 62                | 12                | 3            | 0            | 11         | 4          | 24    | 6     | 100      | 22       |
| Sahtar Doneck    | 2013–14          | 17                | 2                 | 2            | 1            | 8          | 0          | —     | —     | 27       | 3        |
| Sahtar Doneck    | Összesen         | 17                | 2                 | 2            | 1            | 8          | 0          | —     | —     | 27       | 3        |
| Karrier összesen | Karrier összesen | 79                | 14                | 5            | 1            | 19         | 4          | 40    | 20    | 144      | 40       |

## Sikerei, díjai
Atlético Mineiro
- Campeonato Mineiro (2): 2012, 2013
- Copa Libertadores (1): 2013

Sahtar Doneck
- Ukrán bajnok (1): 2013–14

Brazília
- Konföderációs kupa (1): 2013

## Fordítás
Ez a szócikk részben vagy egészben  a   Bernard (footballer) című angol Wikipédia-szócikk fordításán alapul.  Az eredeti cikk szerkesztőit annak laptörténete sorolja fel. Ez a jelzés csupán a megfogalmazás eredetét és a szerzői jogokat jelzi, nem szolgál a cikkben szereplő információk forrásmegjelöléseként.